# Západnaya Dviná
Západnaya Dviná (ruso: За́падная Двина́) es una ciudad rusa perteneciente a la óblast de Tver. A efectos de desconcentración administrativa de los órganos federales y de la óblast, es la capital del raión homónimo. Sin embargo, a efectos de autogobierno local es desde 2020 la sede de un ókrug municipal, en el que un solo ayuntamiento con sede en la ciudad extiende su jurisdicción sobre todo el raión.
En 2021, la ciudad tenía una población de 7869 habitantes.
Se ubica a orillas del río Daugava (denominado "Západnaya Dviná" en ruso), al sur del lugar donde el río pasa bajo la autovía M9 que une Moscú con Riga.

## Historia
Fue fundado en 1900 como un poblado ferroviario de la línea de ferrocarril de Moscú a Riga. En 1927, la Unión Soviética le dio el estatus de asentamiento de tipo urbano y estableció aquí una de las capitales distritales de la óblast de Leningrado. En 1929 pasó a formar parte de la Óblast Occidental, hasta que en 1935 se integró definitivamente en la óblast de Kalinin. Adoptó el estatus de ciudad en 1937. Su economía se ha basado siempre en la industria maderera.